# Lee Jang-wook
Ne doit pas être confondu avec Lee Jang-woo.
Pour les articles homonymes, voir Lee.
Lee Jang-wook (ou Lee Jang Wook, ou Lee Jangwook en hangeul : 이장욱) est un romancier, poète, et critique littéraire sud-coréen.

## Biographie
Né à Séoul en 1968, Lee Janwook a étudié la littérature et la langue russe à l'université de Corée à Séoul. Il a travaillé en tant qu'éditeur et également en tant que professeur d'écriture créative à l'université Chosun à Gwangju. Lee a commencé sa carrière d'écrivain en remportant le prix du nouvel écrivain dans la catégorie poésie de la revue Littérature contemporaine (Hyundae Munhak).

## Œuvre
L'Institut coréen de traduction littéraire (LTI of Korea) résume son travail de cette manière : 

« Le talent poétique de Lee réside dans sa faculté de varier l'abstrait et le concret dans ses écrits. Ainsi, comme l'a fait remarquer un critique littéraire en Corée : « Les mots employés dans les récits de Lee sont concrets et ont un sens clair, mais la façon dont il agence les mots dans la phrase, l'agencement même des phrases entre elles apportent une touche magique à son écriture. »

En dehors de la poésie, Lee est aussi auteur de romans depuis la publication de son récit récompensé en 2005 Joyeux démons de Callot (Kallo-ui yukwaehan angmadeul). Il participe également à divers revues littéraires en Corée en tant que membre du comité éditorial, et publie divers travaux critiques sur la littérature coréenne. Lee est avant tout considéré comme un "écrivain observateur". Il capte la magie et la profondeur du quotidien en adoptant un point de vue détaché, une souplesse du regard et un long travail d'observation de ses semblables. Pour décrire la différence entre son travail de romancier et son travail de poète, Lee affirme que la poésie est un travail analogue à la nuit alors que l'écriture de roman est analogue au jour. À travers cette frontière ténue entre la nuit et le jour, il s'intéresse ainsi aux disparités entre le monde des apparences et la profondeur du dedans chez les Hommes, entre la réalité et le rêve, entre le conscient et l'inconscient. 
Lee a publié deux recueils de poèmes en Corée, Montagne de sable dans mon sommeil (Nae jamsogui moraesan) et Chansons d'espoir du midi (Jeong-o-ui huimanggok, 2006). Concernant son travail de romancier, son œuvre la plus connue est Joyeux démons de Callot. Son travail de critique recoupe notamment deux recueils importants, Mon garçon moderne et mélancolique (2005) et Révolution et modernisme : Esthétique de la poésie russe (Hyeongmyeonggwa modeonijeum : Reosia si-ui mihak, 2005). 
Il est aussi membre du cercle de poésie, Cheonmong. 
Lee a aussi été invité à l'université de l'Iowa en tant qu'auteur et lecteur en 2008 sous l'impulsion de l'Institut coréen de traduction littéraire. Durant cette résidence, Lee a évoqué notamment ses voyages en Russie : « Il y a 14 ans, durant l'été 1994, je me suis embarqué dans un long voyage de Saint-Pétersbourg jusqu'en Tchouvachie avec Andrei, qui était mon compagnon de chambrée à l'époque », tout en exprimant son point de vue sur le rôle de la littérature dans la société :

« D'une manière générale, ce qui est important ce n'est pas de se focaliser sur quelque chose que l'on doit changer comme ça de manière spécifique … L'important, c'est d'abord de définir les changements que l'on veut opérer, tout en ayant conscience des relations à la fois chaotiques et dynamiques qui évoluent sur la base de ces changements. L'important en somme ce n'est pas de penser à vouloir changer, mais d'agir concrètement pour atteindre quelque chose de mieux. »